# Nancy Kipron
Nancy Jepkosgei Kipron (7 de julho de 1979) é uma fundista profissional queniana.
Nancy Kipron venceu a Corrida Internacional de São Silvestre de 2013.

## Títulos
- Corrida Internacional de São Silvestre de 2013:
- Volta Internacional da Pampulha: 2007, 2008, 2010, 2011
- Meia Maratona das Cataratas: 2013